# 劉正偉
劉正偉（1967年—），臺灣詩人，苗栗人，佛光大學文學系博士。

## 作品
著有詩集《思憶症》《夢花庄碑記》等。編著有《早期藍星詩史》《覃子豪詩研究》等。

## 獎項
其獲獎成就包括：全國優秀青年詩人獎(1999年)、臺灣日報臺中風華現代詩評審獎（1999年）、苗栗縣文學獎新詩首獎（2001年）、鹽分地帶文學獎、夢花文學獎等獎項。